# ألان موير (لاعب كرة قدم)
ألان موير (بالإنجليزية: Alan Muir)‏ هو مدرب كرة قدم ولاعب كرة قدم وحكم كرة قدم بريطاني، ولد في 10 مايو 1975 في اسكتلندا في المملكة المتحدة.